# Princess Royal Island, British Columbia
Princess Royal Island är en ö i Kanada.   Den ligger i Regional District of Kitimat-Stikine och provinsen British Columbia, i den sydvästra delen av landet, 3 900 km väster om huvudstaden Ottawa. Arean är 2 251 kvadratkilometer.
Terrängen på Princess Royal Island är kuperad. Öns högsta punkt är 1 094 meter över havet. Den sträcker sig 78,7 kilometer i nord-sydlig riktning, och 45,5 kilometer i öst-västlig riktning.
I omgivningarna runt Princess Royal Island växer i huvudsak barrskog. Trakten runt Princess Royal Island är nära nog obefolkad, med mindre än två invånare per kvadratkilometer.